# Amt Wachsenburg mit Ichtershausen
Das Amt Wachsenburg und das Amt Ichtershausen waren zwei territoriale Verwaltungseinheiten der Ernestinischen Herzogtümer. Ab 1640 gehörten sie als gemeinsam verwaltetes Amt zum Herzogtum Sachsen-Gotha, ab 1672 zum Herzogtum Sachsen-Gotha-Altenburg und seit 1826 zum Herzogtum Sachsen-Coburg und Gotha.
Bis zur Verwaltungs- und Gebietsreform des Herzogtums Sachsen-Coburg und Gotha im Jahr 1858 und der damit verbundenen Auflösung bildete das Gebiet als Amt den räumlichen Bezugspunkt für die Einforderung landesherrlicher Abgaben und Frondienste, für Polizei, Rechtsprechung und Heeresfolge.

## Geographische Lage
Die Orte der Ämter Wachsenburg und Ichtershausen lagen verstreut in einem Gebiet des südlichen Thüringer Beckens im Gebiet der Drei Gleichen, welches als Eckpunkte Erfurt im Nordosten sowie Ohrdruf und Arnstadt im Süden hatte. Das Amtsgebiet wurde von der Gera und ihren Zuflüssen Apfelstädt, Vasoldbach, Weidbach und dem Unterlauf der Wipfra durchflossen. Die südlichen Orte liegen auf der Ohrdrufer Platte, Crawinkel bereits am Nordrand des Thüringer Walds. Die nordöstlichen Orte liegen am Rand des Steigerwalds. Die Wachsenburger Amtsorte Bischleben und Rhoda im Nordosten waren durch die untergleichischen Orte Ingersleben und Stedten vom restlichen Amtsgebiet getrennt. 
Die Orte des ehemaligen Amtsgebiets liegen heute im Zentrum des Freistaats Thüringen und gehören heute zum Landkreis Gotha, zum Ilm-Kreis und zur Stadt Erfurt. Die Gemeinde Amt Wachsenburg im Ilm-Kreis besteht teilweise aus ehemaligen Amtsorten und greift den historischen Namen wieder auf.

## Angrenzende Verwaltungseinheiten
Bei der folgenden Darstellung werden die Ämter Wachsenburg und Ichtershausen bereits als gemeinsames Amt angesehen. Das Amt Ichtershausen wurde im Norden, Westen und Südwesten vom Amt Wachsenburg umschlossen. Seit der Gründung des Herzogtums Sachsen-Gotha-Altenburg im Jahr 1672 bzw. der Landesteilung 1680 grenzte das Amt Wachsenburg mit Ichtershausen an folgende Gebiete:
- Nordwesten: Amt Gotha, Exklave Cobstädt des Amts Reinhardsbrunn (beide zum Herzogtum Sachsen-Gotha)
- Norden, Nordosten und Osten: Erfurter Staat (Erzstift Mainz, 1802 zu Preußen, 1806–1814 französisches Fürstentum Erfurt, 1815 zum preußischen Landkreis Erfurt); im Osten: Rockhausen (Exklave des Fürstentums Schwarzburg-Sondershausen)
- Südosten: Schwarzburg-Sondershäuser Oberherrschaft (Fürstentum Schwarzburg-Sondershausen)
- Süden: Witzlebische Gerichte, Amt Schwarzwald und Amt Georgenthal (alle zum Herzogtum Sachsen-Gotha)
- Westen: Grafschaft Obergleichen (Herzogtum Sachsen-Gotha), Amt Mühlberg (Erfurter Staat, 1815 endgültig zu Preußen)

Die Orte der Grafschaft Untergleichen bildeten eine Enklave im Amt (Sülzenbrücken) bzw. trennten die nordöstlichen Amtsorte Rhoda und Bischleben vom restlichen Amtsgebiet ab (Ingersleben und Stedten).

## Geschichte

### Amt Wachsenburg
Die 1140 erstmals urkundlich erwähnte Wachsenburg wurde Ende des 12. Jahrhunderts mehrfach Schauplatz von Konflikten zwischen den rivalisierenden Kräften innerhalb des Reiches. In der Folgezeit kam die Wachsenburg in den Besitz der Grafen von Kevernburg, 1302 im Erbgang an die Grafen von Orlamünde und ab 1306 durch Kauf an die Grafen von Schwarzburg-Blankenburg. 1369 kam die Burg trotz aller Bemühungen der Stadt Erfurt, diese zu erwerben, in den Besitz der Landgrafen von Thüringen, die sich in der Folgezeit mehrfach genötigt sahen, die Burg zu verpfänden. 1377 ist ein wettinisches „Amt Wachsenburg“ belegt. Bei der Altenburger Teilung im Jahr 1445 kam das Gebiet um die Wachsenburg an Herzog Wilhelm III.
Die Orte Bischleben, Rhoda, ein Anteil von Apfelstädt, Dietendorf und Kornhochheim gehörten ursprünglich adligen Herren. Nach deren Aussterben fielen sie an die Landgrafen von Thüringen, welche die Orte mehrmals an die Stadt Erfurt verpfändeten. Kurfürst Ernst von Sachsen löste sie 1483 das letzte Mal wieder ein. Sie wurden in der Folgezeit zum Amt Wachsenburg gezählt. Nach der Leipziger Teilung der wettinischen Besitzungen im Jahr 1485 kam das Amt Wachsenburg als Teil der Landgrafschaft Thüringen zum Kurfürstentum Sachsen der Ernestiner. In dieser Zeit wurde die Wachsenburg Sitz einer Landesverwaltung. 

### Amt Ichtershausen
1147 wurde in Ichtershausen ein Zisterzienserinnenkloster gegründet. Das Kloster galt als das reichste in Thüringen, bis zu 74 Ortschaften waren ihm zeitweise zinspflichtig. Thörey gehörte ab 1176 zum Kloster Ichtershausen, Rehestädt folgte 1257 in mehreren Etappen und Eischleben kam 1317 in klösterlichen Besitz. Während des Bauernkrieges versammelten sich 1525 in Ichtershausen 4.000 Bauern. Der „Ichtershausener Haufen“ versuchte, die nahe gelegene Wachsenburg zu schleifen, weil sie die dort amtierenden Herren des Fürstlichen Amts Wachsenburg für ihre schlechte Lage verantwortlich machten. In dieser Zeit wurde auch das Kloster ausgeplündert und weitgehend zerstört. Am 16. Juni 1525 gelangte das Ichtershäusener Klostergut in den Besitz des ernestinischen Kurfürsten Johann. Das Kloster wurde 1539 aufgehoben und auf seinem Gelände ein Kammergut gegründet. Zur Zeit der Reformation besaß das Kloster die Orte Ichtershausen, Eischleben, Thörey und Rehestädt, welche seitdem das landesherrschaftliche „Amt Ichtershausen“ bildeten. 1539 begann man mit dem Bau des Alten Schlosses, bereits 1533 erhielt Ichtershausen die Gerichtsbarkeit. 

### Das vereinigte Amt Wachsenburg mit Ichtershausen
Durch die Folge des Schmalkaldischen Krieges verloren die Ernestiner im Jahr 1547 die Kurwürde, wodurch ihre Besitzungen im  Herzogtum Sachsen vereinigt wurden. Nach mehreren Erbteilungen der Ernestinischen Herzogtümer kamen die Ämter Wachsenburg und Ichtershausen bei der Ernestinischen Teilung im Jahr 1640 an das Herzogtum Sachsen-Gotha. Vermutlich wurde das Amt Ichtershausen um die Zeit des Regierungsantritts von Herzog Ernst dem Frommen mit dem Amt Wachsenburg vereinigt. Die in dieser Zeit vom Verfall gekennzeichnete Wachsenburg war als Wehranlage bedeutungslos geworden. Herzog Ernst I. ließ die Burg umbauen und für verschiedene Zwecke nutzen. 1672 kam das Amt Wachsenburg mit Ichtershausen an das Herzogtum Sachsen-Gotha-Altenburg. Im Jahre 1676 erklärte Herzog Bernhard I. Ichtershausen zu seiner Residenz, wodurch in der Zeit von 1675 bis 1680 im Ort das Neue Schlosses mit dem Namen Marienburg entstand. Nach dem „Gothaer Hauptrezess“ im Jahr 1680 verblieb das Amt beim Herzogtum Sachsen-Gotha-Altenburg, jedoch verlor Ichtershausen seinen Residenzstatus. Nach dem Umbau des Schlosses Marienburg im Jahre 1710 wurden später das Rent- und Justizamt darin untergebracht.
Im Jahre 1734 erwarb Reichsgraf Gustav Adolf von Gotter das verwahrloste Lehnsgut Alte Hof  am linken Ufer der Apfelstädt gegenüber Dietendorf. Graf Gotter besaß bereits im Nachbarort das Schloss Molsdorf und wollte seinen Einfluss in der Gegend durch den Zukauf von Ländereien vergrößern. Bei der 1736 gegründeten Textilmanufaktur entstand eine Arbeitersiedlung. Nach dem Scheitern der Manufaktur wurde die Siedlung im Dezember 1742 an die Herrnhuter Brüdergemeine verkauft, die im Herzogtum Sachsen-Gotha eine Niederlassung aufbauen wollte. Es entstand ab 1743 in "Neudietendorf" eine Brüdergemeine, die den Geist der Gemeine in sich trug, jedoch der lutherischen Landeskirche angehörte. 
Nach dem Aussterben der Linie Sachsen-Gotha-Altenburg kam es mit dem Teilungsvertrag zu Hildburghausen vom 12. November 1826 zur umfassenden Neugliederung der Ernestinischen Herzogtümer. Dabei kam das Amt Wachsenburg mit Ichtershausen als Teil von Sachsen-Gotha zum Herzogtum Sachsen-Coburg und Gotha, dessen beide Landesteile fortan in Personalunion regiert wurden. 
Bei der im Jahr 1830 erfolgten Verwaltungsreform wurde das Amt Wachsenburg mit Ichtershausen als „Justizamt Ichtershausen“ weitergeführt. Zu dem Bezirk kamen die Orte Ingersleben, Stedten und Sülzenbrücken der Grafschaft Untergleichen. Die südlichen Orte des Amtsbezirks kamen 1856 an die Justizamtsbezirke Ohrdruf (Crawinkel und Wölfis) und Liebenstein (Gossel).
Das Herzogtum Sachsen-Coburg und Gotha wurde 1858 in selbständige Städte und Landratsämter gegliedert. Dabei wurde das Justizamt Ichtershausen in Verwaltungsaufgaben dem Landratsamt Gotha, die Justizämter Ohrdruf und Liebenstein dem Landratsamt Ohrdruf unterstellt. Im Jahr 1877/79 wurden die Gothaischen Justizämter in Amtsgerichte umgewandelt. Dabei übernahm das Amtsgericht Gotha die Justizaufgaben des Justizamts Ichtershausen. Das Amtsgericht Liebenstein und das Amtsgericht Ohrdruf übernahmen die Justizaufgaben ihrer gleichnamigen Vorgänger.

## Zugehörige Orte

### Amt Wachsenburg
Burgen und Schlösser
- Wachsenburg
- Schloss Molsdorf

Dörfer
| - Apfelstädt - Bischleben (Exklave) - Bittstädt - Crawinkel - Dietendorf | - Gossel - Haarhausen - Holzhausen - Kornhochheim - Molsdorf | - Neudietendorf (1737 gegr.) - Rhoda (Exklave) - Wölfis |

### Amt Ichtershausen
Kloster und Schlösser
- Kloster Ichtershausen
- Altes Schloss in Ichtershausen (1539 erbaut)
- Schloss Marienburg (Neues Schloss) in Ichtershausen (1675 bis 1680 entstanden)

Dörfer
- Ichtershausen
- Eischleben
- Rehestädt
- Thörey